# Список умерших в 945 году

## Июль
- 13 июля — Герлуин де Монтрёйль, граф Монтрёйля и светский аббат Сен-Рикье (926—945), граф Амьена (944—945)[1].

## Август
- Тузун, амир аль-умара Аббасидского халифата (943—945).

## Октябрь
- 23 октября — Хеджон, 2-й правитель корейского государства Корё (944—945)[2].

## Дата смерти неизвестна или требует уточнения
- Адарнасе II Артануджели, грузинский принц Тао-Кларджети из династии Багратионов.
- Али ибн Хамдун аль-Андалуси, один из первых сторонников исмаилизма в Магрибе, один из основателей и первый вали Мсилы (924—945) в составе Фатимидского халифата.
- Баграт I Магистрос, грузинский принц Тао-Кларджети из династии Багратионов и князь Верхнего Тао (941—945)[3][4].
- Гильом II, граф Ангулема (926—945)[5].
- Игорь Рюрикович, киевский князь (по летописи 912—945)[6].
- Ки-но Цураюки, японский поэт, прозаик, филолог[7].
- Крешимир I, король Хорватии (935—945)[8].
- Обри I де Макон, виконт Макона (915—945), граф Макона (ок. 930—945), сеньор де Сален (942—945)[9].
- Рагналл Гутфритссон, король Йорка (943—944).
- Абу Мухаммад аль-Хамдани, арабский учёный-энциклопедист[10].